# Nisos Syrna Kai Nisides Megalos Adelfos, Mikros Adelfos, Katsikas, Mesonisi, Plakida, Stefania, Navagio
Nisos Syrna Kai Nisides Megalos Adelfos, Mikros Adelfos, Katsikas, Mesonisi, Plakida, Stefania, Navagio este o arie protejată (arie de protecție specială avifaunistică — SPA) din Grecia întinsă pe o suprafață de 976,85 ha, integral pe uscat.

## Localizare
Centrul sitului Nisos Syrna Kai Nisides Megalos Adelfos, Mikros Adelfos, Katsikas, Mesonisi, Plakida, Stefania, Navagio este situat la coordonatele 36°20′50″N 26°40′33″E / 36.347199°N 26.675823°E.

## Înființare
Situl Nisos Syrna Kai Nisides Megalos Adelfos, Mikros Adelfos, Katsikas, Mesonisi, Plakida, Stefania, Navagio a fost declarat arie de protecție specială avifaunistică în octombrie 2001 pentru a proteja 16 specii de animale.

## Biodiversitate
Situată în ecoregiunea mediteraneană, aria protejată nu include niciun habitat protejat.
La baza desemnării sitului se află mai multe specii protejate de  păsări (16): lăstunul mare (Apus apus), șorecarul comun (Buteo buteo), ciocârlie-cu-degete-scurte (Calandrella brachydactyla), caprimulg (Caprimulgus europaeus), lăstun de casă (Delichon urbicum), Emberiza caesia, Falco eleonorae, șoim călător (Falco peregrinus), rândunică (Hirundo rustica), sfrânciocul cu frunte neagră (Lanius minor), stârc de noapte (Nycticorax nycticorax), Phalacrocorax aristotelis desmarestii, corcodel mare (Podiceps cristatus), corcodel-cu-gât-negru (Podiceps nigricollis), lăstun de mal (Riparia riparia), Tachymarptis melba
Pe lângă speciile protejate, pe teritoriul sitului au mai fost identificate 1 specie de păsări.